# Ubbendorf
Ubbendorf ist ein Ortsteil der Gemeinde Hilgermissen (Samtgemeinde Grafschaft Hoya) im niedersächsischen Landkreis Nienburg/Weser.

## Geografie und Verkehrsanbindung
Der Ort liegt südlich des Kernortes Hilgermissen und nördlich von Hoya an der Landesstraße L 201.
Die Weser fließt südlich und östlich. Am östlichen Ortsrand fließt die Hoyaer Emte, die südöstlich von Magelsen in die Weser mündet.

## Persönlichkeiten

### Söhne und Töchter der Gemeinde
- Friedrich-Wilhelm Helfers („Fritz“ Helfers) (* 1878) Ubbendorfer Dorfschullehrer und Heimatforscher[1][2]
- Klaus Stegmann (* 1940 in Ubbendorf) bildender Künstler[3] aus Bielefeld, Enkel von Friedrich-Wilhelm Helfers